# Sardegna Open
Sardegna Open je profesionální tenisový turnaj mužů konaný v italském Cagliari, metropoli autonomní oblasti Sardinie. Založen byl v roce 2020 a probíhá na otevřených antukových dvorcích.  V letech 2021 a 2022 patřil do kategorie ATP Tour 250 na okruhu ATP Tour. V sezóně 2023 se stal součástí okruhu ATP Challenger Tour.

## Historie
Sardinský turnaj byl do kalendáře sezóny 2020 zařazen dodatečně po zrušení řady turnajů kvůli pandemii covidu-19. Asociace tenisových profesionálů oznámila jeho konání 10. září 2020 spolu s kolínskými bett1Hulks Indoors a bett1Hulks Championship, a kazašským Astana Open. První ročník Forte Village Sardegna Open se odehrál v rezortu Forte Village turistického letoviska Santa Margherita di Pula okolo poloviny října téhož roku. Po jednoroční licenci obdrželi sardinští pořadatelé práva i pro rok 2021, kdy byl turnaj přemístěn do dubnového termínu. Dějištěm Sardegna Open 2021 se stal tenisový klub v Cagliari, s otevřenými antukovými dvorci. Poprvé tak Sardinie získala pořadatelství v nejvyšší úrovni profesionálního tenisu, událost na okruhu ATP Tour či WTA Tour. V Cagliari se do té doby konaly pouze challengery. Mezi lety 1996–2005 pod názvem Olbia Challenger a v období 2000–2005 jako Mezinárodní mistrovství Sardinie, na kterém ve finále 2003 zdolal Filippo Volandri 16letého Španěla Rafael Nadala. Do dvouhry nastupuje dvacet osm hráčů a čtyřhry se účastní šestnáct párů.

## Přehled finále

### Dvouhra
| Rok  | vítěz             | finalista         | výsledek           |
| ---- | ----------------- | ----------------- | ------------------ |
| 2020 | Laslo Djere       | Marco Cecchinato  | 7–6(7–3), 7–5      |
| 2021 | Lorenzo Sonego    | Laslo Djere       | 2–6, 7–6(7–5), 6–4 |
| 2022 | turnaj se nekonal | turnaj se nekonal | turnaj se nekonal  |
| 2023 | Ugo Humbert       | Laslo Djere       | 4–6, 7–5, 6–4      |
| 2024 | Mariano Navone    | Lorenzo Musetti   | 7–5, 6–1           |

### Čtyřhra
| Rok  | vítězové                        | finalisté                         | výsledek              |
| ---- | ------------------------------- | --------------------------------- | --------------------- |
| 2020 | Marcus Daniell Philipp Oswald   | Juan Sebastián Cabal Robert Farah | 6–3, 6–4              |
| 2021 | Lorenzo Sonego Andrea Vavassori | Simone Bolelli Andrés Molteni     | 6–3, 6–4              |
| 2022 | turnaj se nekonal               | turnaj se nekonal                 | turnaj se nekonal     |
| 2023 | Alexander Erler Lucas Miedler   | Máximo González Andrés Molteni    | 7–6(8–6), 6–3         |
| 2024 | Sriram Baladži Andre Begemann   | Boris Arias Federico Zeballos     | 6–4, 6–7(3–7), [10–6] |